# Avast SecureLine VPN
Avast SecureLine VPN là một dịch vụ VPN được công ty phần mềm Avast Software của Séc phát triển. Phần mềm này có thể được cài đặt cho các hệ điều hành Android, Microsoft Windows, macOS và iOS.
Phần mềm này có thể được cài đặt để tự động kích hoạt VPN khi người dùng kết nối với Wi-Fi công cộng.

## Chức năng
Tương tự như các dịch vụ VPN khác, SecureLine hoạt động bằng cách thay đổi địa chỉ IP của người dùng, vượt qua kiểm duyệt Internet đối với quốc gia mà người dùng đang ở hoặc Wi-Fi mà người dùng đang sử dụng.
Các tính năng bảo mật của Avast SecureLine VPN bao gồm: tiêu chuẩn mã hóa nâng cao 256-bit, IP share duy nhất, bảo vệ khỏi rò rỉ DNS, kill switch và Smart Connection Rules.

## Vị trí máy chủ
Avast có các máy chủ đầu ra tại hơn 60 thành phố trên toàn thế giới. Máy chủ ở 8 thành phố hỗ trợ kết nối P2P cho các giao thức như BitTorrent và các máy chủ khác dành riêng cho người dùng sử dụng dịch vụ phát trực tuyến.